# KhaShaba Jadav
KhaShaba Dadasaheb Jadav (in marathi श्री. खाशाबा दादासाहेब जाधव; 15 gennaio 1926 – 14 agosto 1984) è stato un lottatore indiano, specializzato nella lotta libera.

## Palmarès

### Olimpiadi
- 1 medaglia:
  - 1 bronzo (Helsinki 1952 nei pesi gallo)